# Кадрие Латифова
Кадриè Латѝфова (фамилното ѝ име е срещано и като Летифова, Лятифова) е известна певица на турски песни в България.

## Биография
Кадрие Латифова е родена на 30 май 1928 г. в село Бей кьой (преименувано на Големанци през 1934 г.), Царство България, окръг Хасково, околия Хасково, община Конуш.
Работи от 1953 г. в Турския театър в Хасково, после в театрите в Момчилград и Кърджали, както и в радиото. Омъжена е, има двама синове, по-малкият от които е скулпторът и политик Вежди Рашидов.
Починала е през 1962 г. в село Звездел при автомобилна злополука.

## Почит
Името на Кадрие Лятифова носят:
- Държавният музикално-драматичен театър „Кадрие Лятифова“ в Кърджали през периода 2003 – 2011 г. Театърът е създаден с Постановление № 124 от 6 юни 2003 г. на Министерския съвет с предмет на дейност: създаване и представяне пред публиката на музикални, танцови и театрални спектакли; съхраняване елементите на турската идентичност – език, традиции и културно наследство; насърчаване духа на търпимост и диалог между различни култури. Министерският съвет с Постановление № 152 от 28 юли 2010 г. преобразува Държавния музикално-драматичен театър „Кадрие Лятифова“ – Кърджали чрез вливане в Драматично-кукления театър „Димитър Димов“ – Кърджали.[3]
- Читалище „Кадрие Лятифова – 2000“ в град Хасково, създадено през 2000 г.[4][5]

В Кърджали през 2008 г. е построен паметник на Кадрие Лятифова (Летифова).